# Плеханово (аэропорт)
Плеханово — аэродром местных воздушных линий города Тюмень.
Является базовым для авиакомпании «ЮТэйр» (вертолёты разных типов и самолёты Ан-2). Оператором аэропорта является АО «ЮТэйр-Инжиниринг». На территории аэродрома находится авиаремонтный завод ОАО «Завод № 26». Каждый чётный год в августе в аэропорту Плеханово проходит авиашоу «В гостях у „ЮТэйр“».
Назван по располагавшейся рядом деревне Плеханово, в 1984 году вошедшей в состав Тюмени.
Регулярные рейсы из аэропорта не осуществляются после перевода в 60-х годах в Рощино.

## Принимаемые типыВС
Аэродром способен принимать самолёты 4 класса (Л-410, Ан-28, Ан-2 и все более лёгкие), а также вертолёты всех типов.

## Показатели деятельности
| год        | 2014 | 2015 | 2016 | 2017 |
| пассажиров | 2943 | 1856 | 2575 | 3264 |
| Источники: |      |      |      |      |

## Транспортная доступность
В аэродром Плеханово можно добраться автобусом маршрута 2, 9 и 96, также маршрутными такси 52, 79, 71.
Рядом с аэропортом находится остановочный пункт «2136 км» Свердловской железной дороги.